# شریهریکوت

ایالت ساحلی آندرا پرادش

شریهریکوت، (تلگویی: శ్రీహరికోట، هندی: श्रीहरिकोट، انگلیسی: Sriharikota) یک جزیرهٔ سدّیِ ساحلِ خلیج بنگال در ایالت هندی آندرا پرادش، در هند است. در این جزیره مرکز فضایی ساتیش داوان؛ یکی از دو مرکز پرتاب ماهواره سازمان پژوهش‌های فضایی هند در هند، قرار دارد که پایگاه دیگر؛ مرکز استوایی راه‌اندازی راکت تومبا است که در تومبا، در حومهٔ شهر تریواندروم، مرکز ایالت کرالا، قرار گرفته‌است. شهر تریواندروم خود در نوک جنوبی سرزمین اصلی هند واقع گردیده‌است. در شریهریکوت سازمان پژوهش‌های فضایی هند برای راه‌اندازی ماهواره از موشک‌های چند مرحله‌ای مانند سامانهٔ پرتاب ماهوارهٔ قطبی و سامانهٔ پرتاب ماهوارهٔ زمین‌آهنگ استفاده می‌کند.